# Симпъл Майндс
Симпъл Майндс (на английски: Simple Minds) е рок група от южен Глазгоу, Шотландия, чиято най-голяма популярност е през средата на 80-те и началото на 90-те години на XX век. През историята си съставът е продал повече от 25 милиона албума.
Групата е свирила в София през 2003 г. (31 август) и през 2009 г. (14 декември)

## Дискография

### Албуми
- Life In A Day (1979)
- Real To Real Cacophony (1979)
- Empires And Dance (1980)
- Sons And Fascination (септември 1981)
- Sister Feelings Call (септември 1981)
- New Gold Dream (81, 82, 83, 84) (1982)
- Sparkle In The Rain (1984)
- Once Upon A Time (1985)
- In the City of Light (live 1987)
- Street Fighting Years (1989)
- Real Life (1991)
- Good News From The Next World (1995)
- Néapolis (1998)
- Neon Lights (2001)
- Cry (2002)
- Our Secrets Are The Same
- Black and White 050505 (септември 2005)
- Live in Brussels 2006
- Graffiti Soul (22 май 2009)

### Други
- Celebration (1982)
- Glittering Prize 81/92 (1992)
- The Promised (1997)
- The Early Years 1977–1978 (1998)
- Best of / Night of the Proms (2002)
- Early Gold (2003)
- Silver Box (Demos, Radio Sessions & Live) 5 CD (2004)
- Themes Box Set (Themes 1–5) 25 CD in Sammlerbox (2008)